# Ciprska nacionalna garda
Ciprska nacionalna garda (grško Εθνική Φρουρά, Ethnikí Frourá; turško Kıbrıs Ulusal Muhafızları; tudi Cipriotska nacionalna garda, Grška ciprska nacionalna garda) je kombinirana oborožena sila Republike Ciper, ki jo sestavljalo zračni, kopenski, pomorski in specialno-operacijski elementi. 
Trenutno Grčija na Cipru vzdržuje garnizijo z imenom Helenske sile na Cipru (grško Ελληνικές Δυνάμεις Κύπρου, kratic: ΕΛΔΥΚ/ELDYK), ki pa uradno ni del oboroženih silRepublike Ciper, ampak služi kot Natova enota v moči brigade z namenom usposabljanja in podpore Ciprske nacionalne garde.
Nacionalna garda je bila ustanovljena leta 1964, sestavljena izključno iz etničnih grških Ciprčanih. Tudi trenutno lahko v nacionalni gardi služijo le grški Ciprčani in od leta 2008 je vojaška služba obvezna za vse grške Ciprčane (in ne le etnične Grke). Vojaška obveznost mora trajati najmanj 24 mesecev.

## Organizacija
- Ciprsko kopensko poveljstvo

- 1. pehotna divizija (Ιη Μεραρχία ΠΖ)
- 2. pehotna divizija (ΙΙα Μεραρχία ΠΖ)
- 4. pehotna brigada (ΙVη Ταξιαρχία ΠΖ)
- 20. oklepna brigada (ΧΧη ΤΘ Ταξιαρχία)
- 3. podporna brigada (ΙΙΙη Ταξιαρχία ΥΠ)
- 7. pehotna brigada (VIIη Ταξιαρχία ΠΖ)
- 8. pehotna brigada (VIIIη Ταξιαρχία ΠΖ)
- Artilerijsko poveljstvo (Διοίκηση Πυροβολικού)
- Vojaška policija (Στρατονομία)
- Poveljstvo specialnih sil (Διοίκηση Kαταδρόμων)

- Ciprsko pomorsko poveljstvo

- Poveljstvo vojnih ladij
- Poveljstvo obalnih baterij
- Poveljstvo podvodne rušilne enote
- Poveljstvo nadzora obale
- Poveljstvo pomorske baze

- Ciprsko zračno poveljstvo (grško Διοίκησης Αεροπορίας Κύπρου)

- Poveljstvo vojnega letalstva
- 449. protitankovska helikopterska eskadrilja
- 450. jurišna helikopterska eskadrilja

- Specialne sile Ciprske nacionalne garde